# Тереховський Мартин Матвійович
Марти́н Матві́йович Терехо́вський (1740, Велика Павлівка, сучасний Зіньківський район (в інших документах — Гадяч) — 2 липня 1796, Санкт-Петербург) —український та російський біолог і лікар, один з перших дослідників-мікроскопістів, родом з міста Гадяча (Полтавщина).

## Біографія
Син священика. Закінчив Київську академію (1763) і Медико-хірургічну школу при С.-Петербурзькому Генеральному шпиталі (1765), одночасно вивчав ботаніку. 1765 — 1770 — науковий співробітник Ботанічного саду в Петербурзі, з 1783 його директор. У 1769 році Тереховського призначили лікарем С.-Петербурзького адміралтейського шпиталю. У 1770 році він виїхав за кордон для подальших студій медицини. З 1770 до 1775 року навчався на медичному факультеті в Страсбурзі. А в 1775 захистив докторську дисертацію у Страсбурзькому університеті на тему «De chao infusorio Linnaei» («Про хаос інфузорій Ліннея»), у якій доводив (незалежно від Ладзаро Спалланцані) неспроможність теорії довільного зародження найпростіших. Вперше в науці застосував методи вивчення впливу електричних іскор на риб та інфузорій у воді. 1777 — викладач у Кронштадтській медико-хірургічній школі та молодший доктор в Кронштадтському морському шпиталі. У школі він викладав загальну патологію, фармакологію та медичну практику. З 1780 — викладач анатомії у С.-Петербурзькій медико-хірургічній школі (з 1783 — професор). В цей час сенат Російської імперії виніс постанову про реорганізацію медичної освіти в Росії. У зв'язку з цим в березні 1785 року в складі спеціальної комісії Тереховський їде за кордон для вивчення медичної освіти на Заході. У результаті цієї поїздки до Медичної комісії було подано два проекти реформи медичної освіти — один відображав погляди самого Тереховського, автором другого був також українець вчений-медик О. Шумлянський.
У 1792 році Тереховського було обрано почесним членом Державної медичної колегії.
Вивчав флору Східної Європи, зібрав багато рослин для Петербурзького ботанічного саду, склав «Каталог растений Петербургского ботанического сада» (1796), написав працю «Польза, которую растения смертным приносят» (1796), рецензує наукові праці, що надходять до Державної медичної колегії.